# Lago Vista
Lago Vista – miasto w Stanach Zjednoczonych, w stanie Teksas, w hrabstwie Travis.

## Demografia
Według przeprowadzonego przez United States Census Bureau spisu powszechnego w 2010 miasto liczyło 6 041 mieszkańców, co oznacza wzrost o 34,0% w porównaniu do roku 2000. Natomiast skład etniczny w mieście wyglądał następująco: Biali 92,3%, Afroamerykanie 1,2%, Azjaci 0,6%, pozostali 5,9%. Kobiety stanowiły 49,4% populacji.